# Euthanasie en Uruguay
L'euthanasie en Uruguay est considéré comme un acte criminel, mais ne semble pas avoir provoqué de condamnations. 

## Contenu du Code pénal
Bien qu'une personne qui ait aidé au suicide doive comparaître devant un tribunal, l'article 37 du Code pénal (en vigueur depuis 1934) stipule que : "Les juges sont autorisés à renoncer à la peine d'une personne dont la vie antérieure a été honorable lorsqu'elle commet une homicide motivé par la compassion, induit par des demandes répétées de la victime ". Bien qu'il n'autorise pas de jure l'acte, il est interprété comme signifiant que les juges peuvent pardonner à l'accusé son crime, et donc autoriser de facto le suicide assisté.
Ce point est encore renforcé dans l'article 127, qui stipule que le juge peut renoncer à convoquer le médecin, si cette action est faite par gage du patient et que le médecin jouit d'une réputation honorable,. Cette position permissive de facto a conduit la revue médicale hongroise respectée Orvosi Hetilap à considérer l'Uruguay comme ayant légalisé une forme d'euthanasie active.
Le Code pénal de l'Uruguay est de fait le premier document juridique qui inclut l'euthanasie. La principale source de ce code pénal était Jimenéz de Asúa, un pénaliste espagnol, qui a introduit ce concept dans son livre "Libertad de amar y derecho a morir : ensayos de un criminalista sobre eugenesia, eutanasia, endocrinología", publié à Madrid/Espagne, en 1928.  

## Mineurs
Si des parents tentaient de refuser des soins à un mineur, contre l'avis du médecin traitant, ils abuseraient alors de leur autorité parentale, car ils seraient réputés ne pas toujours agir dans l'intérêt supérieur de leur enfant.

## Article 37
L'article 37 a été pendant des années en contradiction avec l'opposition par ailleurs conservatrice du pays à l'avortement, qui, jusqu'en 2012, était illégal, sauf en cas de protection de la vie de la mère, de viol ou d'extrême pauvreté.